# 츠네미츠 토오루
츠네미츠 토오루(일본어: 常光 徹 쓰네미쓰 도루[*]), 1948년 8월 23일 ~)는 일본의 민속학자, 만화가이다. 국립역사민속박물관 명예교수이자, 종합연구대학원대학교 명예교수이다. 민속학박사이며, 전문은 구전문예, 민속신앙이다.

## 생애
- 1948년 고치현 출생.
- 1973년 국학원대학교 졸업.
- 도내의 공립 중학교 교원을 거쳐, 가쿠슈인 대학 문학부 강사, 국립 역사 민속 박물관 조교수, 종합 연구 대학원 대학 조교수를 거친다.
- 2008년 국립역사민속박물관 부관장을 역임
- 2014년 정년퇴직 명예교수
- 일본민속학회 제28기 회장
- 일본 구승문예학회 회장 (2001, 2년도)
- 고치현 관광 특사

## 참고 문헌
- 고이케 준이치 (小池淳一)「常光徹先生を送る」（『国立歴史民俗博物館研究報告』186集、2014年）